# Parakou
Parakou – miasto w środkowym Beninie. Jest ośrodkiem handlowym i administracyjnym departamentu Borgou. Położone jest około 320 km na północ od stolicy kraju, Porto-Novo. W spisie ludności z 11 maja 2013 roku liczyło 255 478 mieszkańców. 
W mieście dominuje przemysł włókienniczy i spożywczy. Parakou jest węzłem drogowym przy linii kolejowej z Kotonu. W mieście działa lotnisko. 